# Sopwith Triplane
El Sopwith Triplane va ser un caça britànic d'un sol seient dissenyat i fabricat per la Sopwith Aviation Company durant la Primera Guerra Mundial. Els pilots l'anomenaven el Tripehound o simplement el Tripe. Poc després d'entrar en servei va tenir èxit. Tanmateix, se'n van construir relativament pocs i va ser retirat del servei actiu quan van arribar els Sopwith Camel a la segona meitat del 1917. Els avions encara existents van ser utilitzats com a entrenadors fins al final de la guerra.

## Desenvolupament

### Rerefons

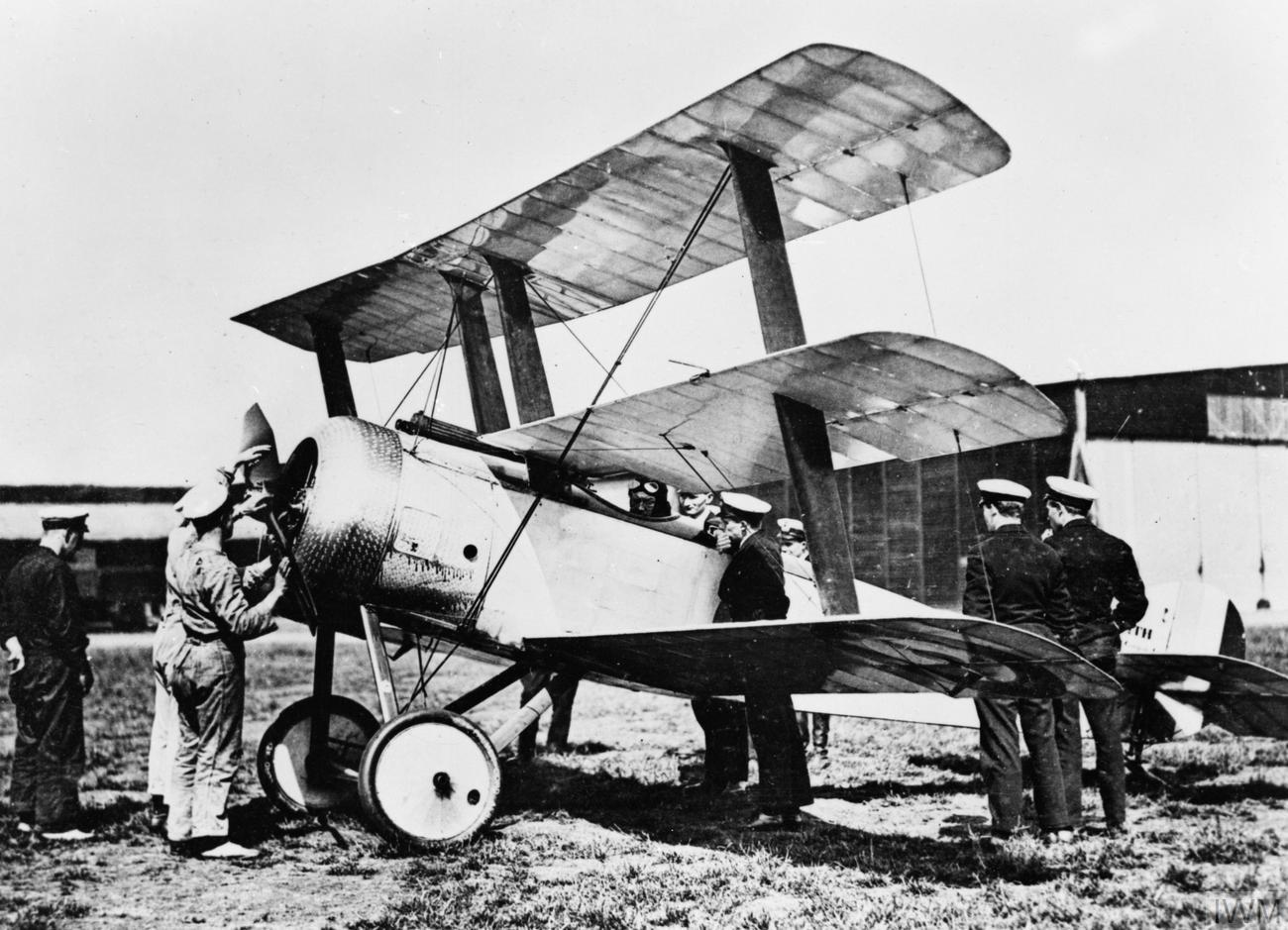
Prototip del Sopwith Triplane

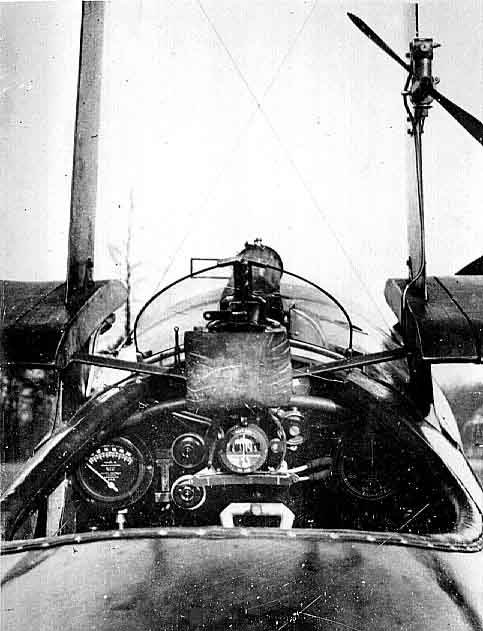
Comandaments del Sopwith Triplane

Durant la Primera Guerra Mundial Sopwith Aviation Company va esdevenir uns dels principals fabricants anglesos d'avions militars. Va ser durant aquest conflicte que un dels seus enginyers, Herbert Smith, va dissenyar el reeixit Sopwith Pup. Tot i comptar amb unes bones qualitats de pilotatge tenia un disseny convencional, essent els biplans la configuració més habitual. La voluntat d'aplicar innovacions aerodinàmiques va portar al disseny del nou Sopwith Triplane.

### Primers vols
El prototip (N500) va volar per primer cop el 28 de maig de 1916 amb Harry Hawker, pilot de proves de Sopwith, als controls. El Triplane va ser molt àgil, amb controls ben armonitzats.
Després dels primers vols van equipar al prototip amb una única metralladora Vickers, muntada en posició central davant del pilot. El juliol de 1916 van enviar aquest exemplar a Dunkerque per fer proves de combat. Va ser assignat a l'Esquadró Naval "A", entrant en acció el mateix dia de l'arribada. Els pilots van destacar-ne la maniobrabilitat i excepcional ràtio d'ascens.

## Especificacions

Projecció simplificada d'un Sopwith Triplane

Característiques generals
- Tripulació: 1
- Longitud: 5,73 m
- Envergadura: 8 m
- Alçada: 3,2 m
- Superfície de l'ala 21,46 m²
- Pes buit: 450 kg
- Pes carregat: 642 kg
- Motors: 1×  motor rotatiu Clerget 9B, 96 kW

 Rendiment 
- Velocitat màxima: 187 km/h
- Abast: 450 km
- Sostre de servei: 6.250 m
- Càrrega alar: 29,92 kg/m²